# افسانه زایش کوروش بزرگ

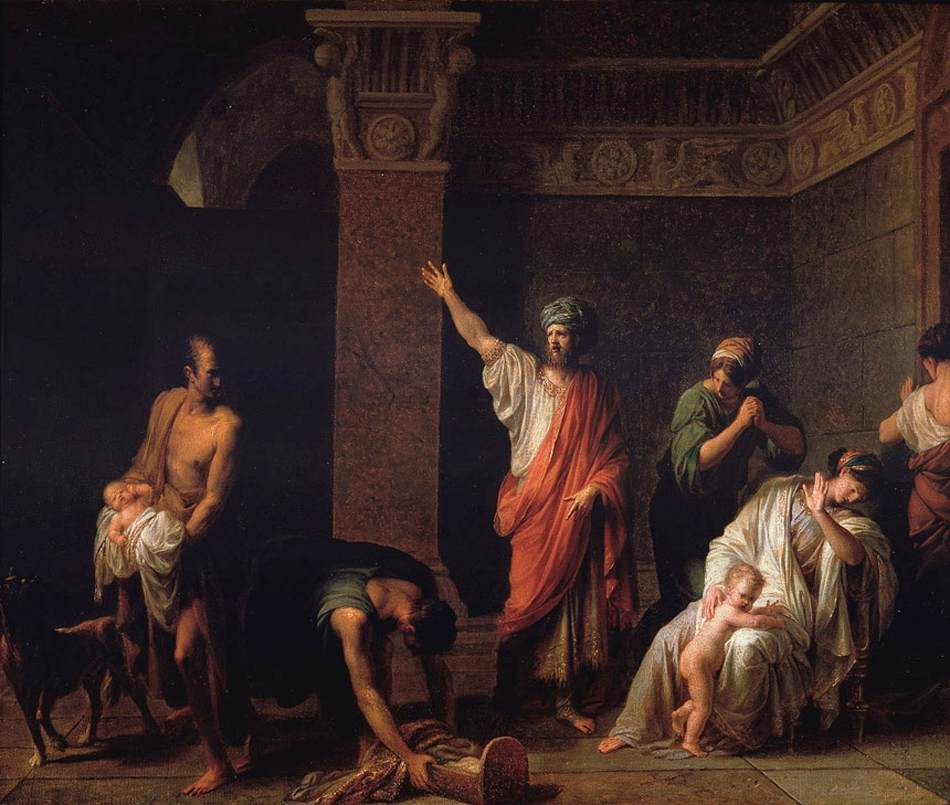
نگاره ایشتوویگو، پادشاه ماد، در حال فرمان دادن و گسیل داشتن هارپاگ برای کشتن کورش خردسال

درباره‌ی کودکی و جوانی کوروش بزرگ و سال‌های اولیه‌ی زندگی او روایات متعددی وجود دارد؛ اگرچه هر یک سرگذشت تولد وی را به شرح خاصی نقل کرده‌اند، اما شرحی که آن‌ها درباره‌ی ماجرای زایش کوروش ارائه داده‌اند، بیشتر شبیه افسانه است. هرودوت در مورد دستیابی کوروش به قدرت، چهار داستان نقل کرده است. طبق نظر گزنفون از قرن پنجم تا چهارم پیش از میلاد مسیح یک سلسله داستان‌های متفاوت درباره‌ی کوروش نقل می‌شده‌است.

## تولد کوروش
در منابع کلاسیک یونانی (هرودوت، گزنفون، دیودوروس)، کوروش فرزند کمبوجیه اول و ماندانا است. بدین ترتیب فرزندشان (کوروش) نوه ایشتوویگو است. تاریخ‌دان‌هایی چون کامرون، پیانکوف و وایس‌باخ این گزارش را صحیح و قابل اعتماد می‌دانند. اما والتر هینتس این گزارش را مشکوک می‌داند و می‌گوید که کوروش زمانی که به پانزده سالگی رسید، ایشتوویگو هنوز به تاج و تخت ماد دست نیافته بود. بدین ترتیب می‌توان ادعا کرد که کوروش نمی‌توانسته نواده ایشتوویگو باشد. هینتس می‌گوید کوروش در سن چهل سالگی به پادشاهی رسید و در نتیجه سی سال فرمانروایی کرد. از آنجا که منابع بابلی نشان داده‌اند که کوروش در سال ۵۳۰ پ. م درگذشت، بنابراین می‌بایستی حدود سال ۶۰۰ پ.م. به دنیا آمده باشد. بریان می‌گوید که پیوند خانوادگی کوروش و ایشتوویگو محل تردید است. چون این ادعا می‌تواند توجیه ایدئولوژیکی هلنی از قدرت کوروش در ماد و حتی در لیدیا باشد. این بن‌مایه‌ای است که آن را نزد هرودوت بازمی‌یابیم، وقتی که می‌کوشد نخستین تماس کوروش و احمس و سپس علل فتح مصر به دست کمبوجیه را توجیه کند؛ که در بیشتر موارد توجیهات دودمانی‌ای مطرح است که پس از وقوع رویدادها ابداع شده‌است. فرای می‌گوید که تولد کوروش با افسانه‌های دینی هندواروپایی درآمیخته است.
تعدادی داستان‌های متناقض در مورد اصل و منشأ کوروش و همچنین سال‌های اولیه زندگی او وجود دارد. مثلاً هرودوت در مورد دستیابی کوروش به قدرت چهار داستان نقل می‌کند. طبق نظر گزنفون از قرن پنجم تا چهارم پیش از میلاد یک سلسله داستان‌های متفاوت دربارهٔ کوروش نقل می‌شده‌است.
هرودوت گوید که ایشتوویگو دختری به نام ماندانا داشت که دربارهٔ او خوابی دید. خواب دید که او ادرار کرده‌است و سراسر آسیا را سیل فراگرفت. ایشتوویگو ترسید و ماندانا را به جای اینکه به یک مادی به زنی دهد، او را به کمبوجیه پارسی داد. از این پیوند کوروش زاده شد. سپس ایشتوویگو خواب دیگری دید که از زهدان دخترش درخت تاکی رویید که بر سراسر آسیا سایه افکنده‌است. کاهنان دربار و جادوگران آن را چنین تعبیر کردند که نواده او، کوروش جانشین او شده و به عنوان شاه به تخت سلطنت خواهد نشست. پس از شنیدن این تعبیر، ایشتوویگو فرمان داد تا دختر باردارش ماندانا را از پارس نزد او آورند، بعدها هنگامی که کوروش به دنیا آمد، ایشتوویگو دستور داد تا نوزاد را بکشند. این کار به دست هارپاگ سپرده شد که یکی از درباریان ایشتوویگو بود. هارپاگ این کار را به چوپانی به نام مهرداد سپرد که یکی از بردگان هارپاگ بود. به این چوپان دستور داده شد که کودک را در کوهستانی رها کند که پر از جانوران درنده بود. هنگامی که مهرداد کودک را به کلبه اش در کوهستان برد، مشاهده کرد که همان موقع همسرش اسپاکو، نوزادی مرده به دنیا آورده‌است. آن‌ها تصمیم گرفتند کوروش را به عنوان فرزندی نزد خود نگهدارند و آنگاه لباس‌های نفیس شاهانه کوروش را از تن او به درآورده و بر تن نوزاد مرده کردند و او را در نقطه‌ای دور افتاده در کوهستان رها کردند. پس از اجرای این کار، مهرداد نزد هارپاگ رفته گزارش داد که مأموریت خود را به انجام رسانده‌است. هارپاگ افراد قابل اعتمادی به کوهستان فرستاد تا جریان کار را بررسی کنند و پس از یافتن جسد، کوروش را به خاک بسپارند. پس از آن اطمینان حاصل شد که فرمان شاه اجرا شده‌است.
هنگامی که کوروش ده ساله شد و با کودکان هم سن و سالش بازی می‌کرد، آن کودکان وی را به عنوان شاه برگزیدند: یکی از میان این کودکان که نجیب‌زاده‌ای از ماد بود از فرمان کوروش سرباز زد، در نتیجه کوروش او را گوشمالی داد. پدر آن پسر به نام آرتمبارس نزد ایشتوویگو شکایت برد و اظهار داشت که یکی از بردگان وی فرزندان درباریان را چوب زده‌است. کوروش را نزد ایشتوویگو فرستادند تا تنبیه شد. شاه با مشاهده کوروش و شباهت وی با افراد خانواده‌اش مظنون شد که مبادا کوروش نواده خودش باشد. پس شاه مهرداد را تهدید کرد که اگر حقیقت را نگوید شکنجه خواهد شد. مهرداد حقیقت را بیان داشت و ایشتوویگو از آن آگاه شد. پس از آن هارپاگ را به بی رحمانه‌ترین شکل تنبیه کرد. بدین ترتیب که او را برای صرف شام دعوت نمود و بدون آنکه وی خبردار شود گوشت بدن فرزند هارپاگ را به عنوان غذا، به خورد پدر داد. مدتی بعد ایشتوویگو به جادوگران و کاهنان روی آورد و از آن‌ها سؤال پرسید که آیا هنوز هم باید از خطر از جانب نوه‌اش بهراسد یا نه. آن‌ها پاسخ دادند که رؤیای شاه اکنون تعبیر شده‌است، برای اینکه کوروش هنگامی که با کودکان دیگر بازی می‌کرد، به عنوان شاه انتخاب شد. پس دیگر نیاز نیست از وی بترسد. پس از آن ایشتوویگو آرام گرفت و نوه‌اش را به پارس نزد پدر و مادرش فرستاد.
نیکلاس دمشقی به نقل از کتسیاس می‌نویسد که کوروش نه نواده ایشتوویگو بوده و نه حتی یک هخامنشی، بلکه او مردی عادی بوده و تبارش به قبایل چادرنشین ماردیوثی می‌رسید. پدر وی به نام اَتراداتس مردی فقیر بود که بر اثر فشار فقر مجبور شد که یک دزد (سارق) شود، در حالی که مادرش اَرگوسته بزها را چوپانی می‌کرد. هنگامی که او به کوروش باردار شد، یک رؤیای پیش‌گویانه دید که در آن کوروش مقام والایی را در آسیا به دست خواهد آورد. وقتی کوروش به دنیا آمد و به راه افتاد، به دنبال یک ممر معاش شد. پس به دربار ایشتوویگو راه یافت و در آنجا شغل نوکری به او دادند. در آغاز او یک نظافت‌چی بود، ولی بعدها یک مشعل‌دار شد. پس از آن خواجه‌ای از دربار به نام اَرتمبارس، او را به فرزندی پذیرفت و اندکی بعد به ایشتوویگو نیز نزدیک شد و سرانجام ساقی ایشتوویگو شد. بعدها شاه ماد او را مأمور ساخت تا برود و شورش کادوسیان را درهم بکوبد، اما کوروش به جای این کار شخصاً علیه ایشتوویگو سر بلند کرد و شوروشیان را علیه او هدایت نمود. سپس کوروش تاج و تخت ماد را تصاحب نمود و سپس تاج و تخت پارس را هم از آن خود ساخت.
داستان کتسیاس نمی‌تواند قابل اعتماد باشد، هر چند که جزئیاتی در آن تشریح شده‌است. برای اینکه از منابع گوناگون از جمله هرودوت و خطوط میخی اطلاع حاصل شده‌است که تبار کوروش از هخامنشیان بوده‌است که قبایل ایرانی را در پاسارگاد رهبری می‌کرده‌اند. بنابه گفته کنت داستان کتسیاس مربوط بوده‌است به منابعی که می‌خواسته‌اند کوروش دوم را خوار و خفیف کنند و این چنین نقل قول ناروایی شایع کرده‌اند. داستان وی مربوط به مناطقی می‌شده‌است که اطراف قلمروی اردشیر دوم بوده‌است. بنابر نظر کنت، کوروش جوان شورشی علیه نیاکان اردشیر به راه انداخته بود. در واقع این نام یعنی نام کوروش، باعث ناراحتی اردشیر دوم می‌شده‌است چون وی به یاد می‌آورده کوروش دوم یکی از نیاکان وی به نام آرسامش را از تخت شاهی پارس برانداخته بود. این در حالی است که شوبرت اظهار داشت داستان کتسیاس آب و رنگی از سنت‌های ماد را دارد که منظور اصلی آن خوار و خفیف کردن کوروش بوده‌است. بنا به گفته بائر، داستانی که کتسیاس از جوانی کوروش بیان کرده، در حقیقت یکی از فراوان داستان‌های رمانتیک ادبی قدیمی یونانی است، در این داستان فقط نکات اندکی از واقعیت را می‌توان پیدا کرد.

### هرودوت
بنا به گفتهٔ هرودوت، آستیاگ (پدربزرگ کوروش) شبی در خواب دید که از دخترش آنقدر آب خارج شد که همدان و کشور ماد و تمام آسیا را غرق کرد. او تعبیر خواب خویش را از مغ‌ها پرسید. آن‌ها گفتند از او فرزندی پدید خواهد آمد که بر ماد غلبه خواهد کرد. این موضوع سبب شد که آستیاگ تصمیم بگیرد دخترش را به بزرگان ماد ندهد، زیرا می‌ترسید که دامادش مدعی خطرناکی برای تخت و تاج او بشود؛ بنابراین دختر خود را به کمبوجیه یکم یکی از پارسیان، به زناشویی داد.
ماندانا پس از ازدواج با کمبوجیه باردار شد و شاه این بار خواب دید که از شکم دخترش تاکی رویید که شاخ و برگ‌های آن تمام آسیا را پوشانید. پادشاه، این‌بار هم از مغ‌ها تعبیر خوابش را خواست و آن‌ها اظهار داشتند، تعبیر خوابش آن است که از دخترش فرزندی به وجود خواهد آمد که بر آسیا چیره خواهد شد. آستیاگ به مراتب بیش از خواب اولش به هراس افتاد و از این‌رو دخترش را به حضور طلبید. دخترش به همدان نزد وی آمد. پادشاه ماد براساس خواب‌هایی که دیده بود، از فرزند دخترش سخت وحشت داشت، پس زادهٔ دخترش را به یکی از بستگانش به نام هارپاگ سپرد و دستور داد که کودک را نابود کند. هارپاگ طفل را به خانه آورد و ماجرا را با همسرش در میان گذاشت. در پاسخ به پرسش همسرش راجع به سرنوشت کوروش، هارپاگ پاسخ داد «وی دست به چنین جنایتی نخواهد آلود، چون یکم کودک با او خوشایند است. دوم چون شاه فرزندان زیادی ندارد، دخترش ممکن است جانشین او گردد، در این صورت معلوم است شهبانو با کشندهٔ فرزندش مدارا نخواهد کرد.» پس کوروش را به یکی از چوپان‌های شاه به نام میترادات (مهرداد) داد و از او خواست که وی را به دستور شاه به کوهی در میان جنگل رها کند تا طعمهٔ ددان گردد.
چوپان، کودک را به خانه برد. وقتی همسر چوپان به نام سِپاکو از موضوع باخبر شد، با ناله و زاری به شوهرش اصرار ورزید که از کشتن کودک خودداری کند و به جای او، فرزند خود را که تازه زاییده و مرده به دنیا آمده بود را در جنگل رها سازد. چوپان نظر همسرش را پذیرفت و جسد مردهٔ فرزندش را به مأموران هارپاگ سپرد و خود سرپرستی کوروش را به گردن گرفت. هارپاگ هم جسد پسر چوپان را با اسمی دیگر در مقبرهٔ شاهی دفن کرد.
سال‌ها بعد هنگامی که کوروش ده ساله شده بود و با کودکان هم سن و سال خود بازی می‌کرد، آن کودکان وی را به عنوان پادشاه برگزیدند، یکی از میان این کودکان که نجیب‌زاده‌ای از ماد بود، از فرمان کوروش سرباز زد، در نتیجه کوروش او را گوشمالی داد. پدر آن پسر به نام آرتمبارس نزد آستیاگ شکایت کرد و اظهار داشت که یکی از بردگان وی فرزند درباریان را چوب زده‌است. کوروش را نزد آستیاگ فرستادند تا تنبیه شود. شاه با مشاهدهٔ کوروش و شباهت وی با افراد خانواده چنین سوءظن برد که مبادا او کوروش نوهٔ خودش باشد. شاه چوپان را تهدید کرد که اگر حقیقت را نگوید شکنجه خواهد شد و وی حقیقت را بیان داشت. پس از آن، شاه هارپاگ را احضار کرد و از وی پرسید: «طفل دخترم را که به تو سپرده بودم، چگونه کشتی؟» هارپاگ با دیدن چوپان پاسخ داد که: «پس از آنکه طفل را به خانه بردم، خواستم طوری رفتار کنم که امر تو اجرا شده باشد و قاتل پسر دخترت هم نباشم.» آستیاگ در باطن غضبناک شد ولی صلاح ندید که خشم خود را بروز دهد و اظهار کرد که وجدانم از کاری که کرده بودم آزرده بود، حالا که طفل زنده مانده باید خدا را شکر کرد و ضیافتی داد و از هارپاگ خواست به این میهمانی بیاید و فرزندش را هم همراه بیاورد. بدین ترتیب که او را برای صرف شام دعوت کرد و بدون آنکه وی خبردار شود از بدن فرزندش که همسن کوروش بود، غذایی تهیه کرد و به خورد وی داد.
مدتی بعد آستیاگ بار دیگر به جادوگران و کاهنان روی آورد و از آن‌ها پرسید که آیا هنوز باید از آن خطر از جانب نواده‌اش بترسد یا خیر؟ آن‌ها پاسخ دادند که رؤیای شاه هم‌اکنون تعبیر شده‌است برای آنکه کوروش هنگامی که با کودکان دیگر بازی می‌کرد به عنوان شاه انتخاب شد؛ بنابراین دیگر نیازی نیست از وی بترسد. پس از آن آستیاگ آرام گرفت و نواده‌اش را به پارس نزد پدر و مادرش فرستاد.
مهمانی آژی دهاک
آژی دهاک دستور به احضار هارپاگ داد و چون او چوپان را در حضور پادشاه دید، موضوع را حدس زد و در برابر پرسش آژی دهاک که از او پرسید: «با طفل دخترم چه کردی و چگونه او را کشتی؟» پاسخ داد: «پس از آن که طفل را به خانه بردم، تصمیم گرفتم کاری کنم که هم دستور تو را اجرا کرده باشم و هم مرتکب قتل فرزند دخترت نشده باشم.» و ماجرا را به‌طور کامل نقل نمود. آژی دهاک چون از ماجرا خبردار گردید، خطاب به هارپاگ گفت «امشب به افتخار زنده بودن و پیدا کردن کوروش جشنی در دربار برپا خواهم کرد. پس تو نیز به خانه برو و خود را برای جشن آماده کن و پسرت را به اینجا بفرست تا با کوروش بازی کند.» هارپاگ چنین کرد. از آنطرف آژی دهاک مغان را به حضور طلبید و در مورد کوروش و خواب‌هایی که قبلاً دیده بود دوباره سؤال کرد و نظر آن‌ها را پرسید. مغان به وی گفتند که شاه نباید نگران باشد زیرا رؤیا به حقیقت پیوسته و کوروش در حین بازی شاه شده‌است پس دیگر جای نگرانی ندارد و قبلاً نیز اتفاق افتاده که رؤیاها به این صورت تعبیر گردند. شاه از این ماجرا خوشحال شد. شب هنگام هارپاگ خوشحال و بی‌خبر از همه جا به مهمانی آمد. شاه دستور داد تا از گوشت‌هایی که آماده کرده‌اند به هارپاگ بدهند، سپس به هارپاگ گفت «می‌خواهی بدانی که این گوشتهای لذیذ که خوردی چگونه تهیه شده‌اند؟» سپس دستور داد ظرفی را که حاوی سر و دست و پاهای بریده فرزند هارپاگ بود را به وی نشان دهند. هنگامی که مأموران شاه درپوش ظرف را برداشتند هارپاگ سر و دست و پاهای بریده فرزند خود را دید و گرچه به وحشت افتاده بود. خود را کنترل نمود و هیچ تغییری در صورت وی رخ نداد و خطاب به شاه گفت «هرچه شاه انجام دهد همان درست است و ما فرمانبرداریم.» این نتیجه نافرمانی هارپاگ از دستور شاه در کشتن کوروش بود.
کوروش برای مدتی در دربار آژی دهاک ماند سپس به دستور وی عازم پارس شد. پدر کوروش کمبوجیه یکم و مادرش ماندانا از وی استقبال گرمی به عمل آوردند. کوروش در دربار کمبوجیه یکم خو و اخلاق پارس‌ها و فنون جنگی و نظام پیشرفته آن‌ها را آموخت و با آموزش‌های سختی که سربازان پارس فرامی‌گرفتند، پرورش یافت. بعد از مرگ پدر، وی شاه پارس شد.
بررسی افسانهٔ تولد هرودوت
داستان‌ها و افسانه‌هایی که دربارهٔ تولد و جوانی کوروش نقل شده، یک سبک داستان‌پردازی در مورد تولد قهرمانان تاریخی رایج بوده‌است و برخی از قهرمانان و اسطوره‌های تاریخی دیگر هم کمابیش داستان تولدشان شباهت‌هایی با این داستان دارد.
تقریباً همهٔ جماعات متمدن از همان دوره‌های اولیه در اشعار و افسانه‌ها قهرمانانی از قبیل شاهان و امرای افسانه‌ای، بنیان‌گذاران مذاهب و سلسله‌های سلطنتی و مؤسسان امپراتوری‌ها یا شهرها و به‌طورکلی قهرمانان ملی خود را ستوده‌اند. شباهت بهت‌آور و گاه یکسان بودن این افسانه‌ها در میان اقوام مختلف که اغلب از هم فاصله‌های زیادی دارند، از دیر باز معلوم بوده و عده‌ای از دانشمندان را به حیرت افکنده‌است. در سبک و روال این نوع افسانهٔ ولادت معمولاً این شباهت‌ها به چشم می‌خورد:
- قهرمان از پدر و مادری از عالی‌ترین طبقهٔ جامعه به دنیا آمده و معمولاً پسر پادشاه است.
- تولد او در پی بروز دشواری‌های سخت مانند یک دورهٔ خودداری یا سترونی طولانی صورت گرفته یا پدر و مادر او گرفتار ممنوعیت‌ها و موانع خارجی بوده‌اند و می‌بایست باهم روابط پنهانی برقرار کنند.
- هنگام بارداری یا پیش از آن یک پیشگویی خبر داده که تولد بچه سبب بروز واقعهٔ شومی خواهد شد و معمولاً پدر مورد تهدید قرار می‌گیرد، در نتیجه پدر یا قیم به کشتن نوزاد یا افکندن او به کام خطرات عظیم فرمان می‌دهد.
- عموماً کودک را در سبدی گذاشته به جریان آب می‌سپرند. آنگاه کودک توسط جانوران یا افرادی حقیر مثلاً چوپانان نجات می‌یابد و جانور پستاندار یا زنی از مردم عادی به او شیر می‌دهد.
- در زمان بزرگی پس از حوادث و سرگذشت‌های زیادی، پدر و مادر والاگوهرش را بازمی‌یابد.

قدیمی‌ترین شخصیت معروفی که این افسانهٔ ولادت درباره‌اش صادق است. سارگن بزرگ بنیان‌گذار بابل در ۲۸۰۰ قبل از میلاد است. در رشته‌ای که با سارگن بزرگ آغاز می‌شود، نام‌های موسی، کوروش و رومولوس (بنیانگذار شهر روم) برای ما کاملاً آشناست. رانک توانسته‌است در کتاب افسانهٔ تولد قهرمان که اولین بار در سال ۱۹۵۹ منتشر شده، تعداد زیادی از این قهرمانان که دارای کودکی کلاً یا به‌طور جزئیً نظیر هم بوده‌اند، مانند ادیپ، کارنا، پاریس، تلفوس، پرسه، هراکلس، گیلگمش، آمفیون، زئوس و غیره را گردآوری نماید.
بررسی افسانهٔ مهمانی آژدی هاک
همچنین دو داستان یونانی کاملاً مشابه با مهمانی آژی دهاک (پدر بزرگ کوروش) در افسانه‌های یونانی نیز وجود دارد. بنظر دو محقق هو و ولز از انگلستان، این داستان در اصل ریشهٔ یونانی دارد و در داستان‌های یونانی، نمونه‌هایی از آن دیده می‌شود. برای مثال افسانهٔ آتریوس آورده شده‌است.

آتریوس با ثی یستس دشمنی داشت.
پس به بهانهٔ آشتی با وی، او را با فرزندانش به میهمانی فرا خواند. چون آمدند چند تن از آن کودکان را کشت و به خورد پدر داد. لیکن پسر نوزاد ثی یستس را به دشتی برده، رها کرد.
ماده بزی او را شیر داد و پروراند و این کودک چون بزرگ شد، بازگشت و کین پدر از آتریوس بازجست. 

### کتزیاس
کتزیاس داستان تولد کورش را به گونه‌ای متفاوت از هرودوت تعریف کرده‌است. وی می‌گوید: «کوروش پسر چوپانی از قبیلهٔ مردها بود که از شدت احتیاج مجبور گردید راهزنی پیش گیرد و به کارهای پست اشتغال ورزد که از این جهت، مکرر تازیانه خورد. او با آستیاگ، آخرین شاه ماد، هیچ‌گونه قرابتی نداشت و از راه حیله و تزویر به مقام سلطنت رسید.» وی ادامه می‌دهد که پدر کوروش اَترَداد نام داشته که از شدت فقر، دزدی می‌کرده و مادرش که اَرگُسته خوانده می‌شد، با چراندن بُزهای دیگران روزگار می‌گذراند. کوروش از شدت فقر به اکباتان رفت و در برابر دریافت غذا و لباس، بردهٔ یکی از جاروکشان دربار می‌شود، اما چون سرپرست جاروکشان مرد سخت‌گیری بود و او را شلاق می‌زد، کوروش نزد سرپرست مشعل‌داران می‌رود و طرف توجه او قرار می‌گیرد. او کوروش را به شاه نزدیک‌تر می‌کند و مشعل‌داری شاه را به او می‌دهد. وی در این کار نیز موفق می‌شود و سرانجام به خدمت اَرتمباز، شرابدار مخصوص شاه، در می‌آید و به سبب ظرافت و مهارت، حتی مورد توجه شاه نیز واقع می‌شود. این توجه چنان زیاد است که هنگامی که ارتمباز بیمار می‌شود، کوروش را برای جانشینی خود پیشنهاد می‌دهد. ارتمباز که فرزندی نداشت کوروش را به فرزندی خود نیز پذیرفت و چون از بیماری جان سالم به‌در نمی‌برد، کوروش به میراث هنگفتی دست می‌یابد.
دینون به نقل از کتزیاس می‌نویسد که کوروش در زمانی که محافظ شاه ماد بوده‌است در خواب دید که سه بار در حال دست بردن در خورشید است. این خواب را برای وی چنین تعبیر کردند که سی سال فرمانروایی خواهد کرد.

### گزنفون
گزنفون دربارهٔ کودکی کوروش بر این عقیده‌است که او پسر کمبوجیه و ماندانا دختر شاه ماد است. گزنفون می‌گوید که کوروش از زمان تولد تا سن ۱۲ سالگی نزد پدر و مادر خویش در پارس زیسته و تربیت پارسی یافته و در سن ۱۲ سالگی برای چند سال به نزد پدر بزرگش یعنی شاه ماد رفته و در آن‌جا با روش زندگی و جنگ مادی آشنایی پیدا کرده‌است. سپس به پارس برگشته و تربیت پارسی خود را به اتمام رسانده‌است.
گزنفون می‌گوید که کوروش موافق با حکایات و آوازهایی که هنوز در نزد پارسی‌ها محفوظ است، خیلی شکیل و خوش خلق و به‌قدری طالب معرفت و نام بود که همه‌گونه زحمات و مشقات را تحمل می‌کرد تا شایان تمجید باشد.

### افسانهٔ ماندانا
در بسیاری از افسانه‌هایی که دربارهٔ تولد کوروش نقل شد، به‌جز نوشته‌های کتزیاس، دیگر نویسندگان، ماندانا دختر آستیاگ را مادر کوروش دانسته‌اند، در حالی که به‌سادگی می‌توان به این نتیجه رسید که چنین چیزی محال است. البته برای رسیدن به این مقصود باید اندکی به تاریخ ماد بازگردیم:
هووخشتره، شاه ماد پس از اتحاد با بابلی‌ها در سال ۶۱۲ قبل از میلاد، نینوا پایتخت آشور را فتح کرد. وی در سال ۵۸۵ قبل از میلاد نیز همچنان فرمانروا بود و در این زمان با الیاتس شاه لودیه و پدر کرزوس در غرب آسیای صغیر در حال جنگ بود. هرودوت می‌نویسد که در حین جنگ، «روز ناگهان تبدیل به شب شد». دو طرف جنگ، وحشت‌زده از کسوف، بی‌درنگ تصمیم به صلح گرفتند. دانش اخترشناسی تاریخ دقیق این واقعه را روز ۲۸ ماه مه سال ۵۸۵ پیش از میلادی تعیین می‌کند.
هووخشتره ۴۰ سال بر ماد فرمانروایی کرد که ۲۸ سال آن را زیر فرمانروایی سکاهای کیمری گذراند؛ بنابراین آستیاگ، پسر هووخشتره، احتمالاً در ۵۸۴ پیش از میلاد جانشین پدر شده‌است زیرا هرودوت ۳۵ سال فرمانروایی را به آستیاگ نسبت می‌دهد و می‌دانیم که او در سال ۵۵۰ پیش از میلاد از کوروش شکست خورد. به هر روی، آستیاگ به هنگام به تخت‌نشینی مردی میانسال بوده‌است و به این ترتیب می‌توانسته در حدود سال ۵۸۵ دختری دم‌بخت داشته‌باشد و اگر فرض کنیم که خواب‌های نگران‌کننده‌اش را درست در آغاز پادشاهی‌اش دیده باشد، ماندانا می‌توانسته پسری که گفته می‌شود کوروش است -اگر خیلی زود در نظر بگیریم- در سال ۵۸۳ پیش از میلاد به دنیا آورده باشد. اما در این هنگام کوروش تاریخی ۱۷ ساله بوده‌است زیرا در ۶۰۱ پیش از میلاد چشم به‌جهان گشوده بود. این نکته را علاوه بر نوشته‌های دینون و یوستین، کتاب دانیال نیز به صراحت بیان می‌کند و می‌نویسد که کوروش، فاتح بابل به هنگام پیروزی در نبرد بابل [۵۳۹ پیش از میلاد] ۶۲ ساله بوده‌است. احتمالاً رواج این روایت ریشه‌های سیاسی داشته‌است و هدفش این بوده که از بنیان‌گذار شاهنشاهی هخامنشی، مردی نیمه‌مادی بسازد تا مادها را با فرمانروایی پارس‌ها آشتی دهد.